# Associazione Calcio Juve Stabia 1996-1997
Questa voce raccoglie le informazioni riguardanti la Società Sportiva Juve Stabia nelle competizioni ufficiali della stagione 1996-1997.

## Stagione
Nella stagione 1996-1997 la Juve Stabia è giunta al decimo posto nel girone B di Serie C1.
Nella Coppa Italia Serie C la squadra supera al primo turno la Turris (2-0 in trasferta, 3-0 in casa dopo i tempi supplementari), al secondo turno elimina l'Albanova (vince 2-1 e pareggia 1-1 in casa), quindi viene eliminata al terzo turno dalla Fidelis Andria perdendo il doppio confronto (2-1 e 1-0 in casa).

## Rosa
| N. |                     | Ruolo | Calciatore                  |
| -- | ------------------- | ----- | --------------------------- |
|    | Italia (bandiera)   | P     | Ciro Ambra                  |
|    | Italia (bandiera)   | P     | Francesco Bifera            |
|    | Italia (bandiera)   | D     | Roberto Amodio              |
|    | Italia (bandiera)   | D     | Maurizio Caccavale          |
|    | Italia (bandiera)   | D     | Mariano De Francesco        |
|    | Italia (bandiera)   | D     | Giovanni Giuseppe Di Meglio |
|    | Italia (bandiera)   | D     | Vincenzo Feola              |
|    | Italia (bandiera)   | D     | Gennaro Monaco              |
|    | Italia (bandiera)   | D     | Vincenzo Saladino           |
|    | Svizzera (bandiera) | C     | Giovanni Adamo              |
|    | Italia (bandiera)   | C     | Donato Amato                |
|    | Italia (bandiera)   | C     | Luigi D'Alessio             |

| N. |                     | Ruolo | Calciatore          |
| -- | ------------------- | ----- | ------------------- |
|    | Italia (bandiera)   | C     | Edmondo De Amicis   |
|    | Italia (bandiera)   | C     | Vincenzo De Liguori |
|    | Italia (bandiera)   | C     | Felice Foglia       |
|    | Italia (bandiera)   | C     | Massimo Lovato      |
|    | Italia (bandiera)   | C     | Alessandro Manca    |
|    | Italia (bandiera)   | C     | Attilio Nicodemo    |
|    | Italia (bandiera)   | C     | Gaetano Perrella    |
|    | Italia (bandiera)   | C     | Michele Solimene    |
|    | Italia (bandiera)   | A     | Raffaele Costantino |
|    | Italia (bandiera)   | A     | Luca Gonano         |
|    | Italia (bandiera)   | A     | Gennaro Sarnelli    |
|    | Germania (bandiera) | A     | Dirk Vollmar        |

## Risultati

### Campionato

#### Girone di andata
| 1º settembre 1996 1ª giornata | Juve Stabia | 2 – 0 | Giulianova |  |

| 8 settembre 1996 2ª giornata | Fidelis Andria | 0 – 0 | Juve Stabia |  |

| 15 settembre 1996 3ª giornata | Juve Stabia | 0 – 2 | Savoia |  |

| 22 settembre 1996 4ª giornata | Trapani | 0 – 0 | Juve Stabia |  |

| 29 settembre 1996 5ª giornata | Juve Stabia | 5 – 1 | Casarano |  |

| 6 ottobre 1996 6ª giornata | Sora | 0 – 0 | Juve Stabia |  |

| 20 ottobre 1996 7ª giornata | Juve Stabia | 1 – 0 | Nocerina |  |

| 27 ottobre 1996 8ª giornata | Fermana | 2 – 1 | Juve Stabia |  |

| 3 novembre 1996 9ª giornata | Acireale | 0 – 0 | Juve Stabia |  |

| 10 novembre 1996 10ª giornata | Juve Stabia | 3 – 0 | Ancona |  |

| 24 novembre 1996 11ª giornata | Ischia Isolaverde | 1 – 0 | Juve Stabia |  |

| 1º dicembre 1996 12ª giornata | Juve Stabia | 2 – 3 | Ascoli |  |

| 7 dicembre 1996 13ª giornata | Lodigiani | 0 – 1 | Juve Stabia |  |

| 15 dicembre 1996 14ª giornata | Juve Stabia | 0 – 0 | Avellino |  |

| 22 dicembre 1996 15ª giornata | Avezzano | 0 – 0 | Juve Stabia |  |

| 29 dicembre 1996 16ª giornata | Juve Stabia | 0 – 1 | Gualdo |  |

| 12 gennaio 1997 17ª giornata | Atletico Catania | 0 – 1 | Juve Stabia |  |

#### Girone di ritorno
| 19 gennaio 1997 18ª giornata | Giulianova | 2 – 0 | Juve Stabia |  |

| 26 gennaio 1997 19ª giornata | Juve Stabia | 0 – 2 | Fidelis Andria |  |

| 2 febbraio 1997 20ª giornata | Savoia | 1 – 0 | Juve Stabia |  |

| 9 febbraio 1997 21ª giornata | Juve Stabia | 0 – 1 | Trapani |  |

| 16 febbraio 1997 22ª giornata | Casarano | 1 – 0 | Juve Stabia |  |

| 23 febbraio 1997 23ª giornata | Juve Stabia | 2 – 0 | Sora |  |

| 2 marzo 1997 24ª giornata | Nocerina | 0 – 0 | Juve Stabia |  |

| 9 marzo 1997 25ª giornata | Juve Stabia | 0 – 0 | Fermana |  |

| 16 marzo 1997 26ª giornata | Juve Stabia | 0 – 0 | Acireale |  |

| 29 marzo 1997 27ª giornata | Ancona | 2 – 2 | Juve Stabia |  |

| 6 aprile 1997 28ª giornata | Juve Stabia | 2 – 0 | Ischia Isolaverde |  |

| 13 aprile 1997 29ª giornata | Ascoli | 1 – 0 | Juve Stabia |  |

| 20 aprile 1997 30ª giornata | Juve Stabia | 0 – 0 | Lodigiani |  |

| 27 aprile 1997 31ª giornata | Avellino | 1 – 0 | Juve Stabia |  |

| 4 maggio 1997 32ª giornata | Juve Stabia | 1 – 0 | Avezzano |  |

| 11 maggio 1997 33ª giornata | Gualdo | 0 – 1 | Juve Stabia |  |

| 18 maggio 1997 34ª giornata | Juve Stabia | 0 – 0 | Atletico Catania |  |

## Statistiche

### Statistiche di squadra
| Competizione         | Punti | In casa | In casa | In casa | In casa | In casa | In casa | In trasferta | In trasferta | In trasferta | In trasferta | In trasferta | In trasferta | Totale | Totale | Totale | Totale | Totale | Totale | DR |
| Competizione         | Punti | G       | V       | N       | P       | Gf      | Gs      | G            | V            | N            | P            | Gf           | Gs           | G      | V      | N      | P      | Gf     | Gs     | DR |
| -------------------- | ----- | ------- | ------- | ------- | ------- | ------- | ------- | ------------ | ------------ | ------------ | ------------ | ------------ | ------------ | ------ | ------ | ------ | ------ | ------ | ------ | -- |
| Serie C1             | 42    | 17      | 7       | 5       | 5       | 18      | 10      | 17           | 3            | 7            | 7            | 6            | 11           | 34     | 10     | 12     | 12     | 24     | 21     | +3 |
| Coppa Italia Serie C |       | 3       | 1       | 1       | 1       | 4       | 2       | 3            | 1            | 0            | 2            | 3            | 5            | 6      | 2      | 1      | 3      | 7      | 7      | 0  |
| Totale               |       | 20      | 8       | 6       | 6       | 22      | 12      | 20           | 4            | 7            | 9            | 9            | 16           | 40     | 12     | 13     | 15     | 31     | 28     | +3 |

### Statistiche dei giocatori
| Giocatore       | Serie C1 | Serie C1 | Coppa Italia Serie C | Coppa Italia Serie C | Totale   | Totale |
| Giocatore       | Presenze | Reti     | Presenze             | Reti                 | Presenze | Reti   |
| --------------- | -------- | -------- | -------------------- | -------------------- | -------- | ------ |
| C. Ambra        | 4        | -3       | ?                    | ?                    | 4+       | -3+    |
| F. Bifera       | 31       | -18      | ?                    | ?                    | 31+      | -18+   |
| R. Amodio       | 27       | 0        | ?                    | ?                    | 27+      | 0+     |
| M. Caccavale    | 7        | 0        | ?                    | ?                    | 7+       | 0+     |
| M. De Francesco | 25       | 0        | ?                    | ?                    | 25+      | 0+     |
| G.G. Di Meglio  | 31       | 0        | ?                    | ?                    | 31+      | 0+     |
| V. Feola        | 29       | 3        | ?                    | ?                    | 29+      | 3+     |
| G. Monaco       | 33       | 1        | ?                    | ?                    | 33+      | 1+     |
| V. Saladino     | 19       | 0        | ?                    | ?                    | 19+      | 0+     |
| G. Adamo        | 0        | 0        | ?                    | ?                    | 0+       | 0+     |
| D. Amato        | 7        | 0        | ?                    | ?                    | 7+       | 0+     |
| L. D'Alessio    | 27       | 0        | ?                    | ?                    | 27+      | 0+     |
| E. De Amicis    | 28       | 0        | ?                    | ?                    | 28+      | 0+     |
| V. De Liguori   | 2        | 0        | ?                    | ?                    | 2+       | 0+     |
| F. Foglia       | 30       | 7        | ?                    | ?                    | 30+      | 7+     |
| M. Lovato       | 5        | 0        | ?                    | ?                    | 5+       | 0+     |
| A. Manca        | 25       | 0        | ?                    | ?                    | 25+      | 0+     |
| A. Nicodemo     | 31       | 1        | ?                    | ?                    | 31+      | 1+     |
| G. Perrella     | 17       | 0        | ?                    | ?                    | 17+      | 0+     |
| M. Solimene     | 0        | 0        | ?                    | ?                    | 0+       | 0+     |
| R. Costantino   | 28       | 4        | ?                    | ?                    | 28+      | 4+     |
| L. Gonano       | 26       | 7        | ?                    | ?                    | 26+      | 7+     |
| G. Sarnelli     | 15       | 1        | ?                    | ?                    | 15+      | 1+     |
| D. Vollmar      | 11       | 0        | ?                    | ?                    | 11+      | 0+     |